# Ischnopopillia pusilla
Ischnopopillia pusilla är en skalbaggsart som beskrevs av Gilbert John Arrow 1912. Ischnopopillia pusilla ingår i släktet Ischnopopillia och familjen Rutelidae. Inga underarter finns listade i Catalogue of Life.